# Elfstedenpad
Het Elfstedenpad (SP 19) is een streekpad met een lengte van 283 km dat in grote lijnen de route van de Elfstedentocht volgt. Na een "proloog" in de vorm van een 11 km lange stadswandeling door Leeuwarden gaat de route langs de bekende Friese elf steden. Bij Oudkerk is een uitstapje voorzien naar het bekende bruggetje bij Bartlehiem. Het pad wordt beheerd door Wandelnet.
De route is gemarkeerd met geel-rode markeringen en in beide richtingen in een gidsje beschreven. In dit gidsje is een stempelkaart opgenomen die de wandelaar, na completering, kan opsturen ter verkrijging van een oorkonde.

## Afbeeldingen

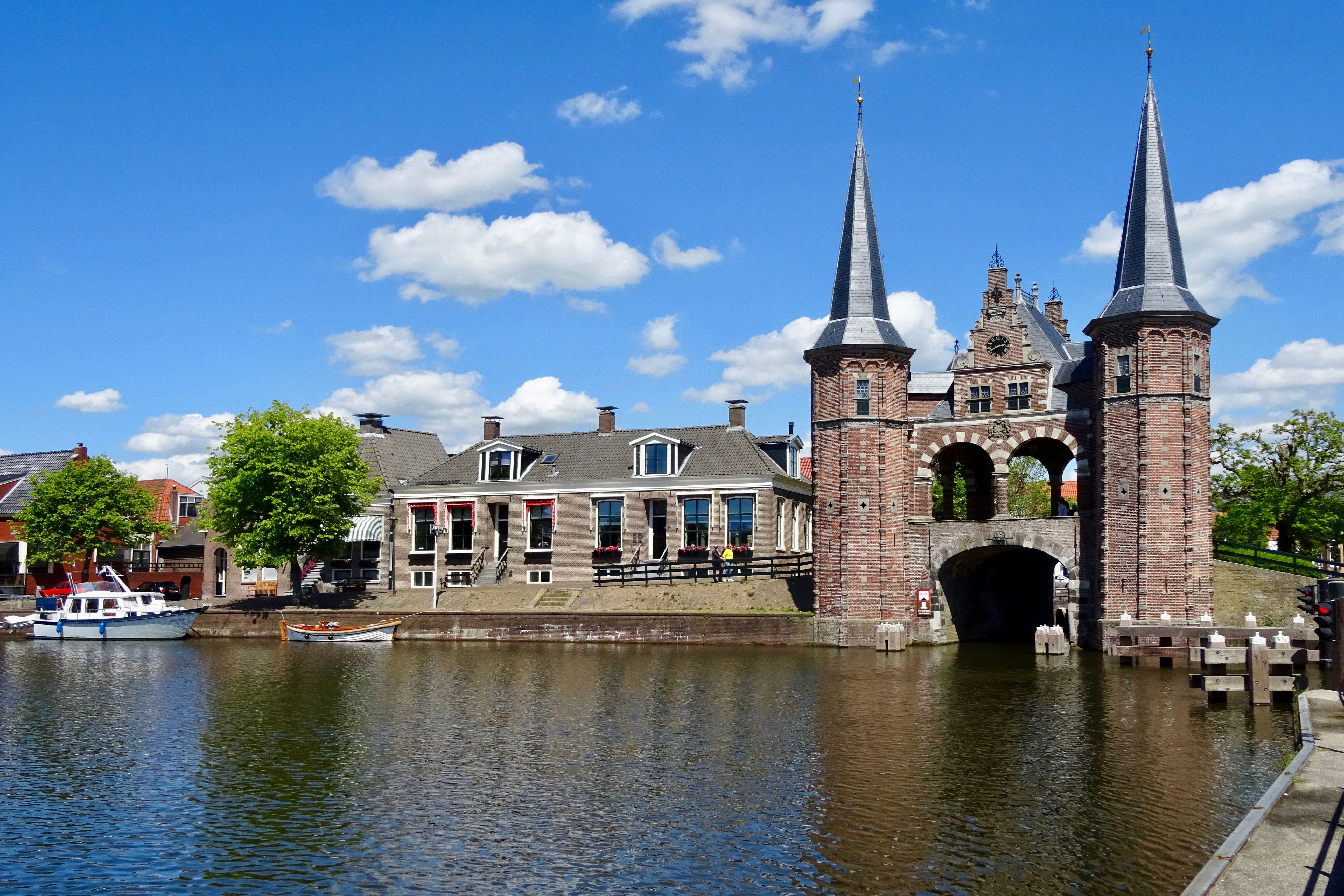
Waterpoort, Sneek
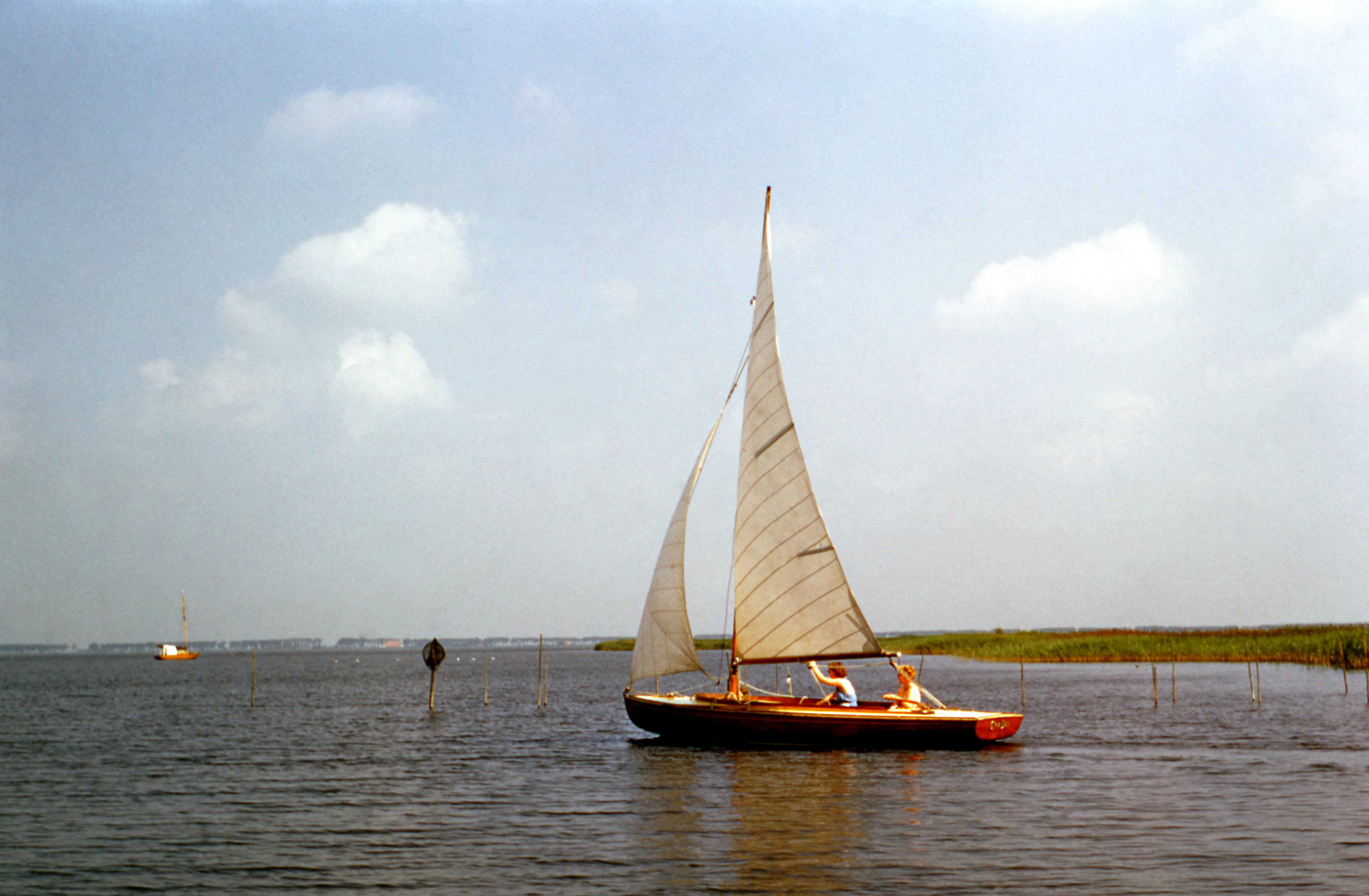
Op het Slotermeer bij Balk, circa 1965
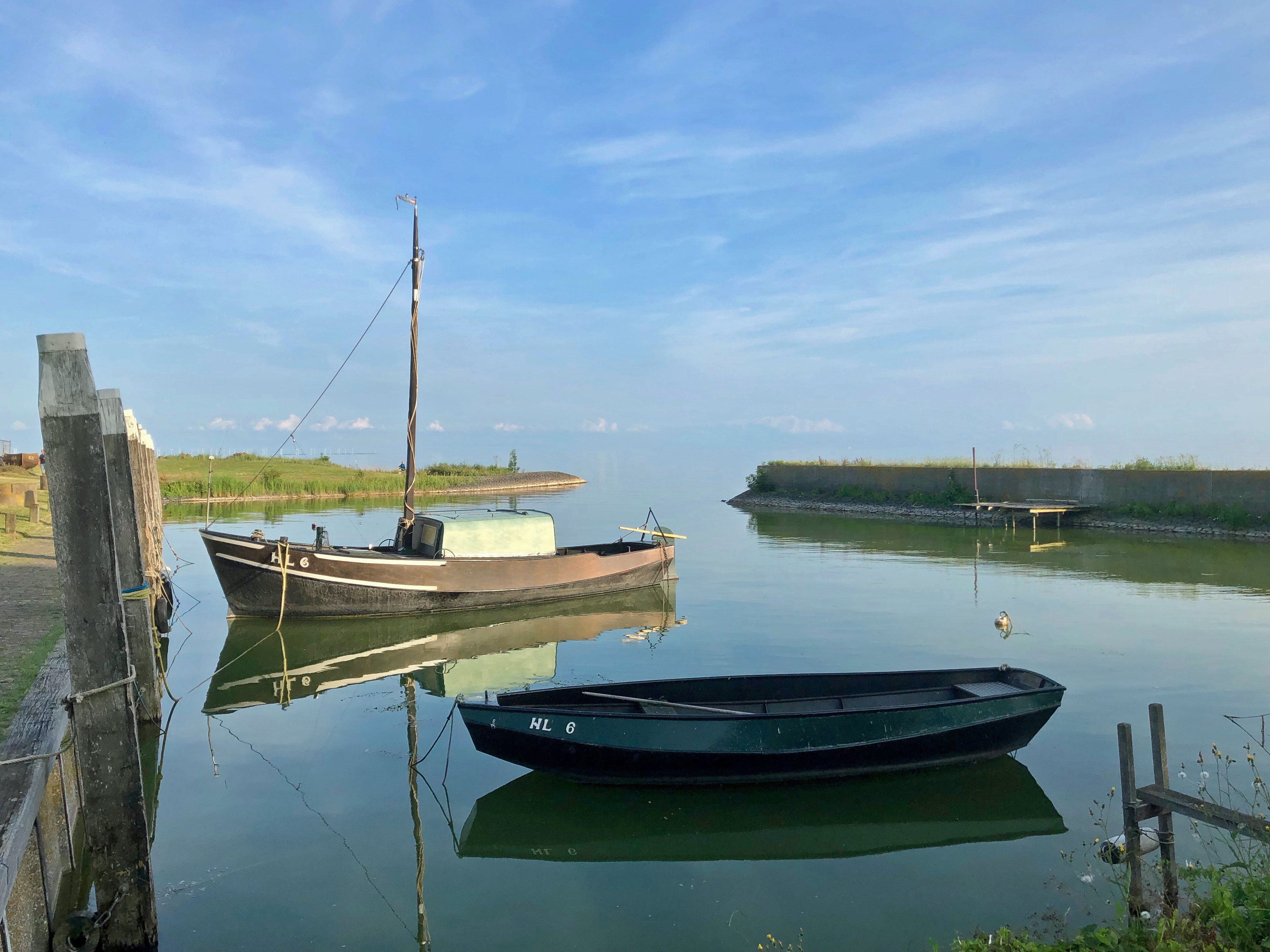
Haven van Laaxum
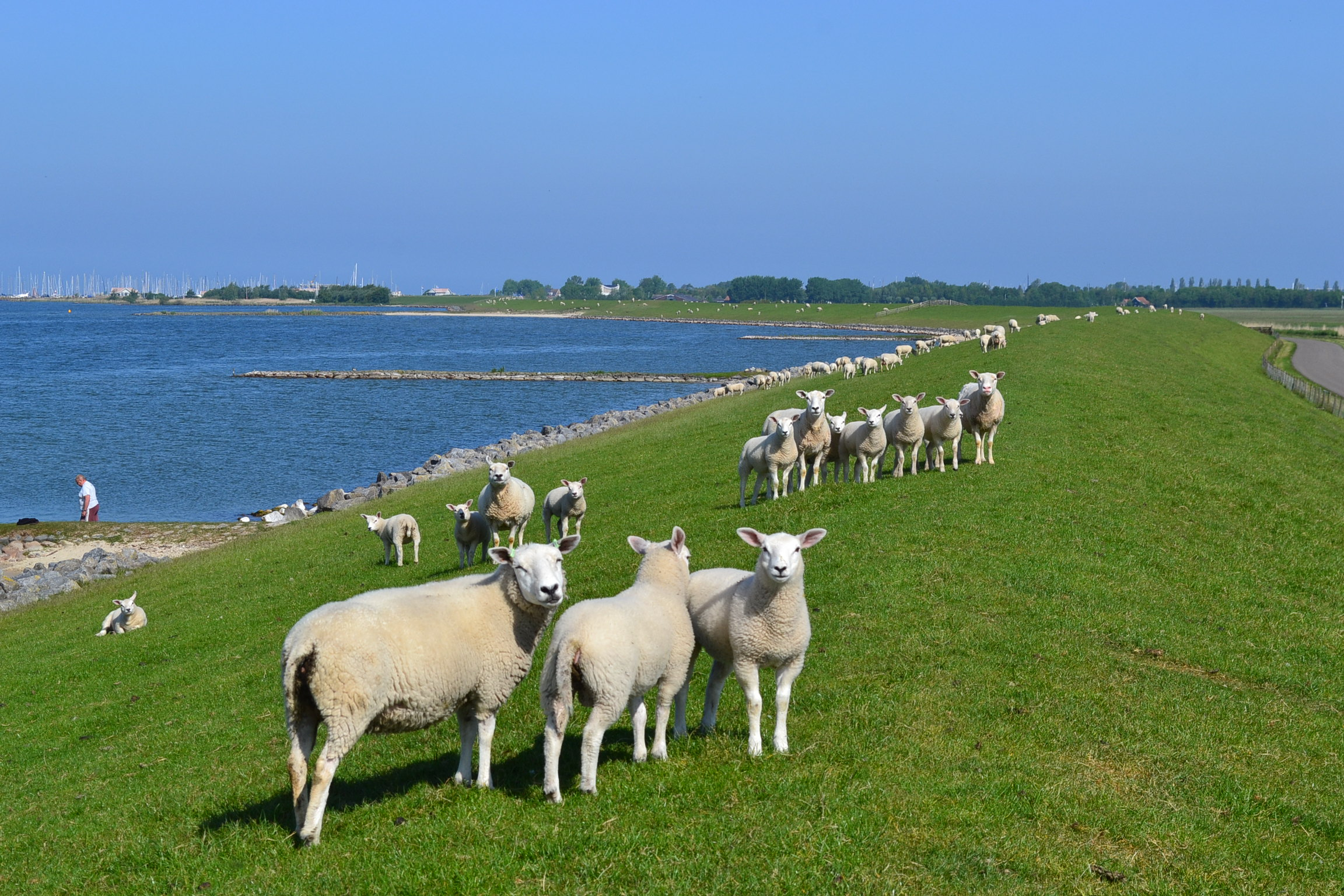
Ten zuiden van Stavoren (loopt hier samen met Zuiderzeepad)
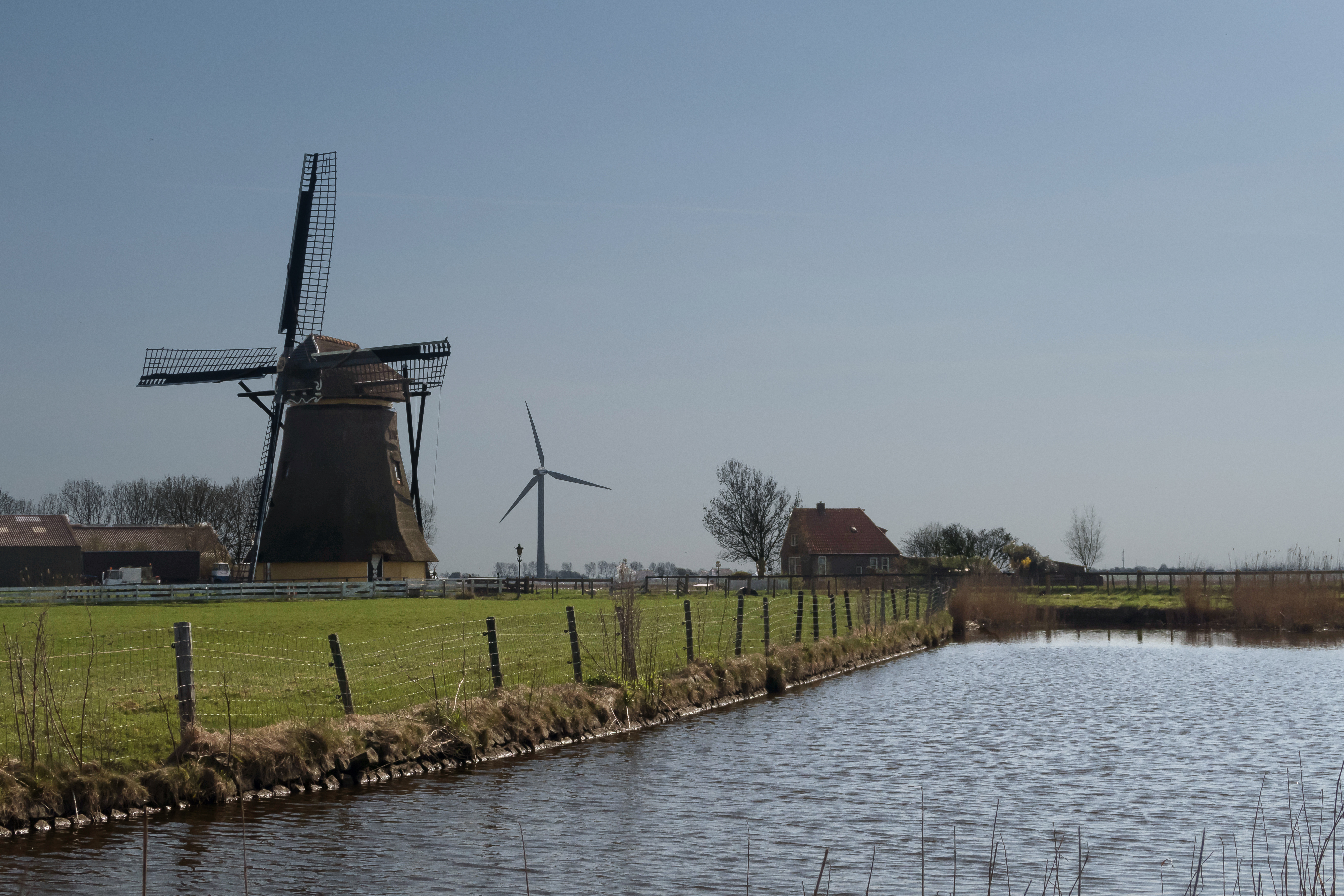
Nijlânnermole, Workum
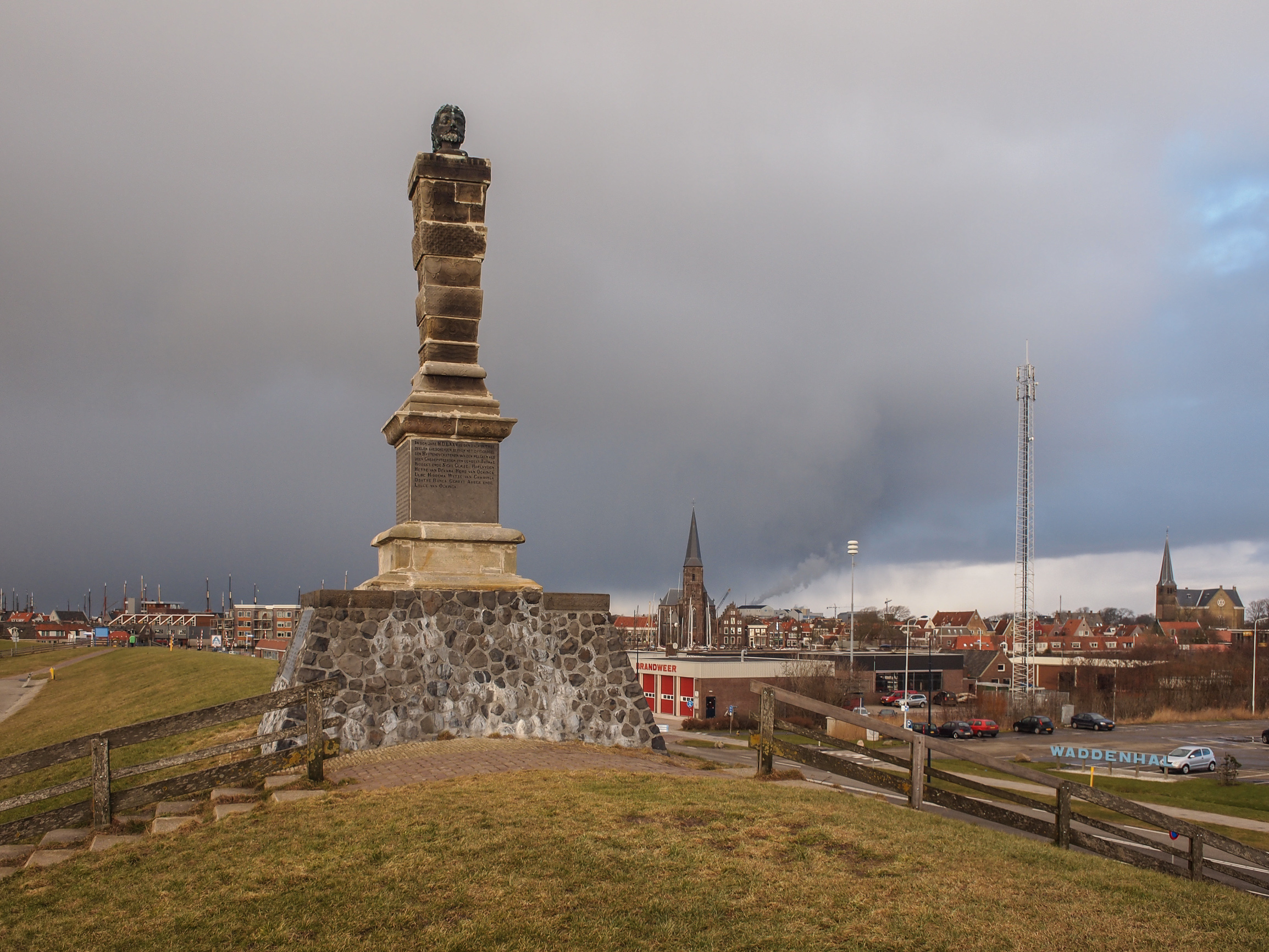
Stenen Man, Harlingen
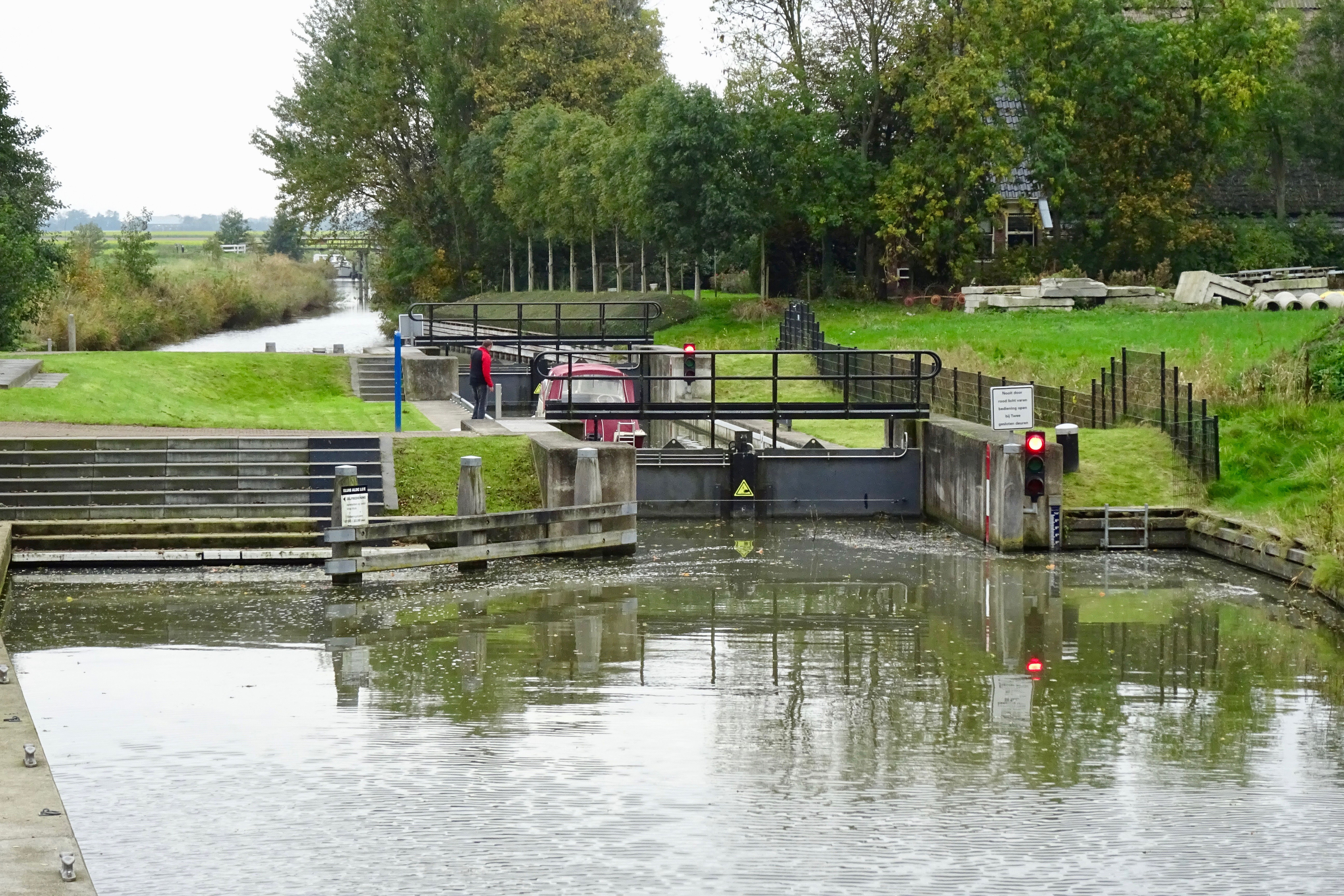
Anita Andriesensluis, Alde Leie
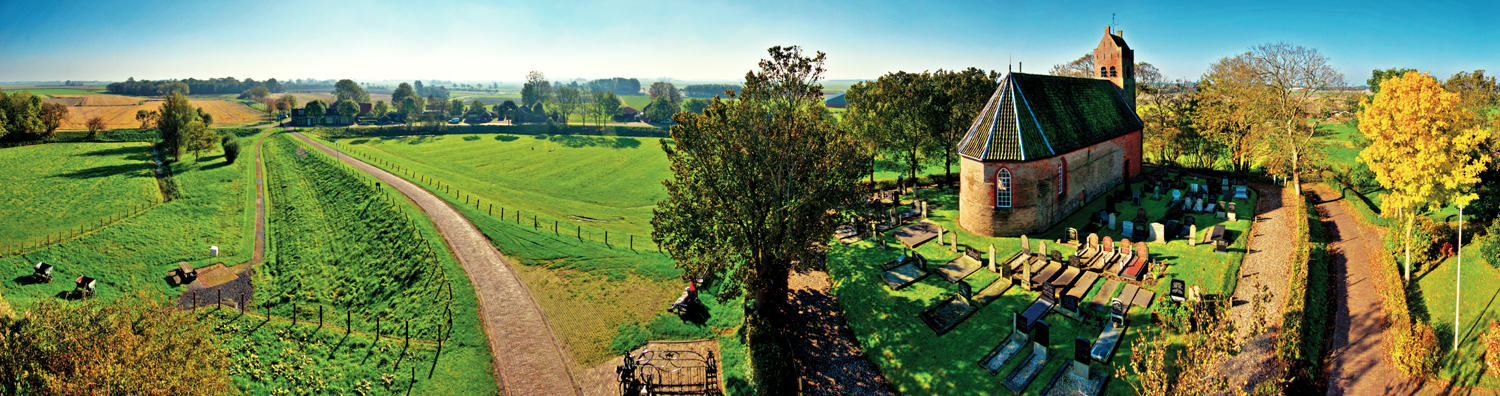
Hegebeinthum
Elfstedenmonument, tussen Giekerk en Miedum